# Kékarcú mézevő
A kékarcú mézevő (Entomyzon cyanotis) a madarak osztályának a verébalakúak (Passeriformes) rendjébe, ezen belül a mézevőfélék (Meliphagidae) családjába tartozó Entomyzon nem egyetlen faja.

## Rendszerezés
A Melithreptus nembe sorolt mézevőfajok közeli rokona.

## Előfordulása
Ausztrália keleti és északi részén, valamint Új-Guinea szigetének déli részén fordul elő. Erdők és bozótos vidékek lakója.

## Alfajai
- Entomyzon cyanotis cyanotis - Ausztrália keleti részén él, a York-félszigettől délre Queensland és Új-Dél-Wales területén
- Entomyzon cyanotis albipennis - Queensland északi részén, az Északi Területen a Carpenteria-öböl környékén és Nyugat-Ausztrália északi részén él.
- Entomyzon cyanotis griseigularis - Új-Guinea délnyugati területein fordul elő.

## Megjelenése
Testhossza 32 centiméter. Háta olajbarna, feje fekete, fehér mellén egy széles fekete csík látható, hasa fehér. Jellemző bélyege a szemét körülvevő nagy felületű, csupasz, kék bőr. Rövid csőre, de hosszú bojtos végű nyelve van, így könnyedén össze tudja gyűjteni a nektárt a virágokból.
|  |  |

## Életmódja
A virágokból kiszívja a nektárt, közben repülő rovarokat is fog, ezen kívül pókokat és egyéb ízeltlábúakat is fogyaszt, melyeket a fák törzsén és ágai fog el. Gyümölcsöt is fogyaszt, felkeresi a banánültetvényeket is.

## Szaporodása
Más nagy testű mézevőkhöz hasonlóan harciasan viselkedik más madarakkal, sőt még az emberrel szemben is. Ez különösképpen a költési és a fiókanevelési időszakra igaz.
A költési időszak júniustól februárig tart. Durva növényi anyagokból ágvillákba épített, finom rostokkal bélelt, csésze alakú fészket épít. Előszeretettel foglalja el más mézevők és timáliák elhagyott fészkeit. A kisebb testű timáliákat olykor a már elkészült fészkükről kiűzik és maga költ benne.
A tojó általában 2-3 tojást rak, amelyeket 14-16 nap alatt költ ki. A két szülő közösen eteti a fiókákat, főleg pókokkal. Sokszor az  előző fészekalj fiatal madarai is segítenek az új fiókák felnevelésében. A fiatal madarak 18 napos korukban hagyják el a fészket.

## Külső hivatkozások
- Képek az interneten a fajról
- Internet Bird Collection - videók a fajról
- Xeno-canto.org - a faj hangja